# Vals chilote
El vals chilote es una variante del vals, originado en el Tirol (Austria) por el siglo XII, que llegó a los ambientes aristocráticos de Chile a mediados del siglo XIX y se adaptó a la fisonomía de cada región, adquiriendo una identidad definida y diferenciada.
Es uno de los bailes más conocidos del archipiélago de Chiloé. Esta danza considera las características del vals típico, en que el hombre y la mujer bailan enlazados; sin embargo, su característica personal es que se pronuncia con mayor intensidad los saltos y la forma de abrazar a la pareja. Muy arraigado también en la zona Central de Chile, la diferencia radica en que el ritmo es más marcado, redundando en la intensidad del paso y en la forma de abrazar a la pareja. 
Algunas canciones de inspiración folklórica con ritmo de vals chilote son El lobo chilote, El gorro de lana y Corazón de Escarcha.